# American Heart (album)
American Heart è il secondo album in studio del cantautore americano Benson Boone. È stato pubblicato il 20 giugno 2025 tramite Night Street e Warner Records. È stato preceduto dall'uscita dei singoli Sorry I'm Here for Someone Else, Mystical Magical e Momma Song.
A sostegno dell'album, Boone si imbarcherà nell'American Heart Tour, che inizierà nell'agosto 2025.

## Contesto e promozione
L'11 marzo 2025, Rolling Stone ha riferito che Boone era in procinto di finire l'album, allora provvisoriamente intitolato American Heart. Ha ammesso di essere pronto ad andare oltre la sua canzone più importante Beautiful Things (2024) e di voler dimostrare che c'è di più in lui. Il cantante ha rivelato di "non aver mai creduto così tanto in un lavoro" prima. Scritto nel corso di 17 giorni con il collaboratore di lunga data Jack LaFrantz, l'album è stato ispirato da Bruce Springsteen e dalla musica americana, con Boone che intendeva che avesse "un po' più di atmosfera retrò". L'11 aprile, Boone ha annunciato l'album durante un'esibizione del suo set al Coachella 2025 e ha eseguito il brano Young American Heart. Più tardi quella notte, Boone rivelò la copertina dell'album che lo vedeva in piedi davanti ad una bandiera americana.

## Tracce
1. Sorry I'm Here for Someone Else – 2:36 (Jason Evigan)
2. Mr Electric Blue – 3:10 (Evan Blair)
3. Man in Me – 3:48 (Evigan)
4. Mystical Magical – 2:45 (Blair, Steve Kipner, Terry Shaddick)
5. Reminds Me of You – 2:58 (Blair)
6. Momma Song – 3:17 (Evigan)
7. I Wanna Be the One You Call – 3:01 (Malay)
8. Wanted Man – 2:55 (Jason Suwito)
9. Take Me Home – 3:01 (Blair)
10. Young American Heart – 2:52 (Blair, Jason Evigan, Robin Weisse)

## Classifiche
| Classifica (2025) | Posizione massima |
| ----------------- | ----------------- |
| Australia         | 1                 |
| Danimarca         | 31                |
| Germania          | 5                 |
| Irlanda           | 12                |
| Italia            | 48                |
| Lituania          | 32                |
| Norvegia          | 7                 |
| Nuova Zelanda     | 1                 |
| Paesi Bassi       | 2                 |
| Polonia           | 16                |
| Regno Unito       | 4                 |
| Repubblica Ceca   | 29                |
| Slovacchia        | 30                |
| Svezia            | 19                |
| Ungheria          | 8                 |